# Saint-Antonin-de-Sommaire
Saint-Antonin-de-Sommaire är en kommun i departementet Eure i regionen Normandie i norra Frankrike. Kommunen ligger i kantonen Rugles som tillhör arrondissementet Évreux. År 2022 hade Saint-Antonin-de-Sommaire 213 invånare.

## Befolkningsutveckling
Antalet invånare i kommunen Saint-Antonin-de-Sommaire
Referens:INSEE